# Земарх
Земарх (также Зимарх или Земарх Киликийский; ср.-греч. Ζήμαρχος) — в 568—569 годах посланник византийского императора Юстина II в Тюркском каганате.
Глaвной целью первого посольства христианской страны в Восточную Азию было создание военного союза с тюрками против Ирана (Персии). В 568 году посольство Земарха в сопровождении Маниаха, посла Тюркского каганата, обойдя Кавказ и Каспийское море, через Хорезм и земли согдийцев, достигло Сырдарьи. Прежде чем получить аудиенцию у правителя (ябгу) западных земель Тюркского каганата Истеми византийским послам пришлось пройти обряд очищения между двумя кострами. Верховный правитель Тюркского каганата Мукан-каган принял послов в большой юрте, поразившей византийцев своим богатством и чистотой. В ходе встречи с каганом широко обсуждались вопросы, связанные с прямыми торговыми отношениями между двумя странами и созданием военного союза против государства Сасанидов. После встречи Земарх вместе с Истеми-ябгу отправился в поход против персов. В долине реки Талас они встретили персидских послов, отправленных Сасанидами. Посольство Земарха, разорвавшее дипломатические отношения с персами и установившее дружеские отношения с Тюркским каганатом, полностью выполнило поставленную перед ним миссию и возвратилось на родину пройденным маршрутом. По прибытии в Константинополь Земарх предоставил императору подробный отчёт о ходе своих переговоров с правителями Тюркского каганата.